# Barcelona (Venezuela)
Barcelona is een stad in Venezuela. De stad telt zo'n 417.000 inwoners (2013) en hiermee is het is de op vijf na grootste stad in Venezuela. Barcelona is de hoofdstad van de staat Anzoátegui. De stad ligt op de westelijke oever van de Neverí op 5 km van de Caraïbische Zee. De belangrijkste bezienswaardigheid is het Casa Fuerte de Barcelona, een symbool van de Venezolaanse onafhankelijkheidsstrijd. De stad heeft ook een kathedraal, als zetel van het rooms-katholieke bisdom Barcelona.
De plaats ontstond in 1671 door het samenvoegen van Cristobal de Cumanagoto en de nederzettingen van Cerro Nuevo. De plaats kreeg haar naam van haar van oorsprong Catalaanse stichters.

## Bezienswaardigheden
- Catedral de San Cristobal
- Casa de la Cultura
- Basílica del Cristo de José
- Casa Fuerte de Barcelona
- Plaza Boyacá
- Plaza Bolívar
- Plaza Miranda
- Teatro Cajigal
- Museo de la Tradición
- Plaza de La Raza
- Puente Real de los Españoles
- Antigua Aduana
- Ruinas de San Felipe Neri
- Ermita de Nuestra Señora del Carmen
- Puente Bolívar
- Aguas Termales de Naricual
- Balneario Vacacional Chimana
- Balneario Bergantín
- Rio Neveri

## Economie
Barcelona is een exporthaven voor koffie en vee, en ook voor de olie gewonnen in de velden aan de noordkust. In de omgeving liggen ook koolmijnen. Barcelona vormt samen met Guanta en Puerto La Cruz een belangrijk industriegebied.

## Cultuur en Onderwijs
- Museo de Anzoátegui
- Museo de la Cultura
- Ateneo de Barcelona
- Teatro Cajigal
- Biblioteca J.T. Maza
- Galería de Arte del Consejo Legislativo Regional del Estado Anzoátegui
- Casa Natal de José Antonio Anzoátegui
- Casa Natal de Miguel Otero Silva

### Universiteiten
- Universidad de Oriente, UDO
- Universidad Central de Venezuela, UCV
- Universidad Nacional Experimental Simón Rodríguez, UNESR
- Universidad Nacional Abierta, UNA
- Universidad Nororiental Gran Mariscal de Ayacucho, UGMA
- Universidad Santa María, USM
- Instituto Universitario Politécnico Santiago Mariño, IUPSM

## Media

### Televisiezenders
- Televisora de Oriente "TVO"
- Anzoátegui TV
- Telepuerto
- Telecaribe
- Oasis TV

### Radio
- NotiRumbo Barcelona
- Unión Radio 640 AM
- La Lasser: 97.7 FM
- News 105.3 FM
- La Mega 100.9 FM

### Kranten
- El Tiempo
- Nueva Prensa de Oriente
- El Norte
- Metropolitano

## Zustersteden
- Barcelona, Spanje
- Puerto la Cruz, Venezuela
- Anzoategui, Argentinië

## Belangrijke personen
- José Antonio Anzoátegui
- Pedro María Freites
- Diego Bautista Urbaneja
- Juan Manuel Cajigal
- Miguel Otero Silva
- Eulalia Ramos Sánchez de Chamberlain (Eulalia Buroz)
- Juan Manuel Cagigal
- Ángel Mottola
- Cayaurima
- Cumanagoto